# Pietro II di Lussemburgo-Saint-Pol
Pietro II di Lussemburgo-Saint Pol (Aube, 1448 – Enghien, 25 ottobre 1482) fu conte di Saint-Pol, di Brienne, di Soissons, di Marle e di Roucy.

## Biografia
Era figlio di  Luigi di Lussemburgo-Saint-Pol e di Giovanna di Marle (1415-1462), contessa di Marle, di Soissons e dama di Condé.
Il padre era stato giustiziato per alto tradimento ed i suoi beni confiscati. Egli dunque ricevette solo i beni della madre, le contee di Soissons e di Marle, che ereditò dal fratello, Giovanni di Lussemburgo-Soissons, ucciso in battaglia a Morat nel 476 e morto senza figli.
Nel 1477 le clausole di un trattato fra  Luigi XI e Maria di Borgogna gli permisero di recuperare alcuni beni del padre: Saint-Pol-sur-Ternoise, Brienne e Roussy.

## Matrimonio e discendenza
Nel 1466 sposò Margherita di Savoia, sorella di Maria di Savoia, la seconda moglie del padre Luigi di Lussemburgo-Saint-Pol, e figlia di Luigi, duca di Savoia e principe di Piemonte, e di Anna di Lusingano. Dalla coppia nacquero:
- Luigi, morto infante
- Claudio, morto infante
- Antonio, morto infante
- Maria, contessa di Saint-Pol, di Marle e di Soissons, andata sposa:
  - nel 1484 a Giacomo di Savoia, conte di Romont e barone di Vaud
  - nel 1487 a Francesco di Borbone, conte di Vendôme
- Francesca († 1523), dama d'Enghien, andata sposa nel 1485 a Filippo di Clèves (1456 - 1528), duca di Ravenstein e capitano-generale di Fiandra

## Ascendenza
|                                    |              |                        | Genitori                |  |  | Nonni |  |  | Bisnonni              |  |  | Trisnonni                  |  |
|                                    |              |                        |                         |  |  |       |  |  | Giovanni di Saint-Pol |  |  | Guido di Lussemburgo-Ligny |  |
|                                    |              |                        |                         |  |  |       |  |  | Giovanni di Saint-Pol |  |  | Guido di Lussemburgo-Ligny |  |
|                                    |              | Matilde di Châtillon   |                         |  |  |       |  |  | Giovanni di Saint-Pol |  |  |                            |  |
| Pietro I di Lussemburgo-Saint Pol  |              |                        |                         |  |  |       |  |  | Giovanni di Saint-Pol |  |  |                            |  |
|                                    |              | Margherita d'Enghien   | Luigi d'Enghien         |  |  |       |  |  |                       |  |  |                            |  |
|                                    |              | Margherita d'Enghien   | Luigi d'Enghien         |  |  |       |  |  |                       |  |  |                            |  |
|                                    |              | Margherita d'Enghien   | …                       |  |  |       |  |  |                       |  |  |                            |  |
| Luigi di Lussemburgo-Saint-Pol     |              | Margherita d'Enghien   |                         |  |  |       |  |  |                       |  |  |                            |  |
|                                    |              | Francesco I del Balzo  | Bertrando III del Balzo |  |  |       |  |  |                       |  |  |                            |  |
|                                    |              | Francesco I del Balzo  | Bertrando III del Balzo |  |  |       |  |  |                       |  |  |                            |  |
|                                    |              | Francesco I del Balzo  | Margherita d'Aulnay     |  |  |       |  |  |                       |  |  |                            |  |
| Margherita del Balzo               |              | Francesco I del Balzo  |                         |  |  |       |  |  |                       |  |  |                            |  |
|                                    |              | Sveva Orsini           | …                       |  |  |       |  |  |                       |  |  |                            |  |
|                                    |              | Sveva Orsini           | …                       |  |  |       |  |  |                       |  |  |                            |  |
|                                    |              | Sveva Orsini           | …                       |  |  |       |  |  |                       |  |  |                            |  |
| Pietro II di Lussemburgo-Saint-Pol |              | Sveva Orsini           |                         |  |  |       |  |  |                       |  |  |                            |  |
|                                    | Henri de Bar | …                      |                         |  |  |       |  |  |                       |  |  |                            |  |
|                                    | Henri de Bar | …                      |                         |  |  |       |  |  |                       |  |  |                            |  |
|                                    | Henri de Bar | …                      |                         |  |  |       |  |  |                       |  |  |                            |  |
| Robert de Bar                      | Henri de Bar |                        |                         |  |  |       |  |  |                       |  |  |                            |  |
|                                    |              | Marie I di Coucy       | …                       |  |  |       |  |  |                       |  |  |                            |  |
|                                    |              | Marie I di Coucy       | …                       |  |  |       |  |  |                       |  |  |                            |  |
|                                    |              | Marie I di Coucy       | …                       |  |  |       |  |  |                       |  |  |                            |  |
| Giovanna di Marle                  |              | Marie I di Coucy       |                         |  |  |       |  |  |                       |  |  |                            |  |
|                                    |              | Robert VIII de Béthune | …                       |  |  |       |  |  |                       |  |  |                            |  |
|                                    |              | Robert VIII de Béthune | …                       |  |  |       |  |  |                       |  |  |                            |  |
|                                    |              | Robert VIII de Béthune | …                       |  |  |       |  |  |                       |  |  |                            |  |
| Jeanne de Béthune                  |              | Robert VIII de Béthune |                         |  |  |       |  |  |                       |  |  |                            |  |
|                                    |              | Isabelle de Ghistelles | …                       |  |  |       |  |  |                       |  |  |                            |  |
|                                    |              | Isabelle de Ghistelles | …                       |  |  |       |  |  |                       |  |  |                            |  |
|                                    |              | Isabelle de Ghistelles | …                       |  |  |       |  |  |                       |  |  |                            |  |
|                                    |              | Isabelle de Ghistelles |                         |  |  |       |  |  |                       |  |  |                            |  |